# Eudoxie Dupuis
Victoire Eudoxie Dupuis (Paris, 16 novembre 1825 - Paris 9e, 28 décembre 1912) est une écrivaine française, prolifique auteure de livres pour enfants.
Elle a aussi utilisé les noms de plume Victorien Aury, Tante Nicole et Meryem Cecyl.

## Livres pour enfants
Très catholique, Eudoxie Dupuis écrit des histoires moralisantes. Certains de ses livres connaissent de très nombreuses rééditions. Elle écrit en dehors du système de l’éducation nationale.

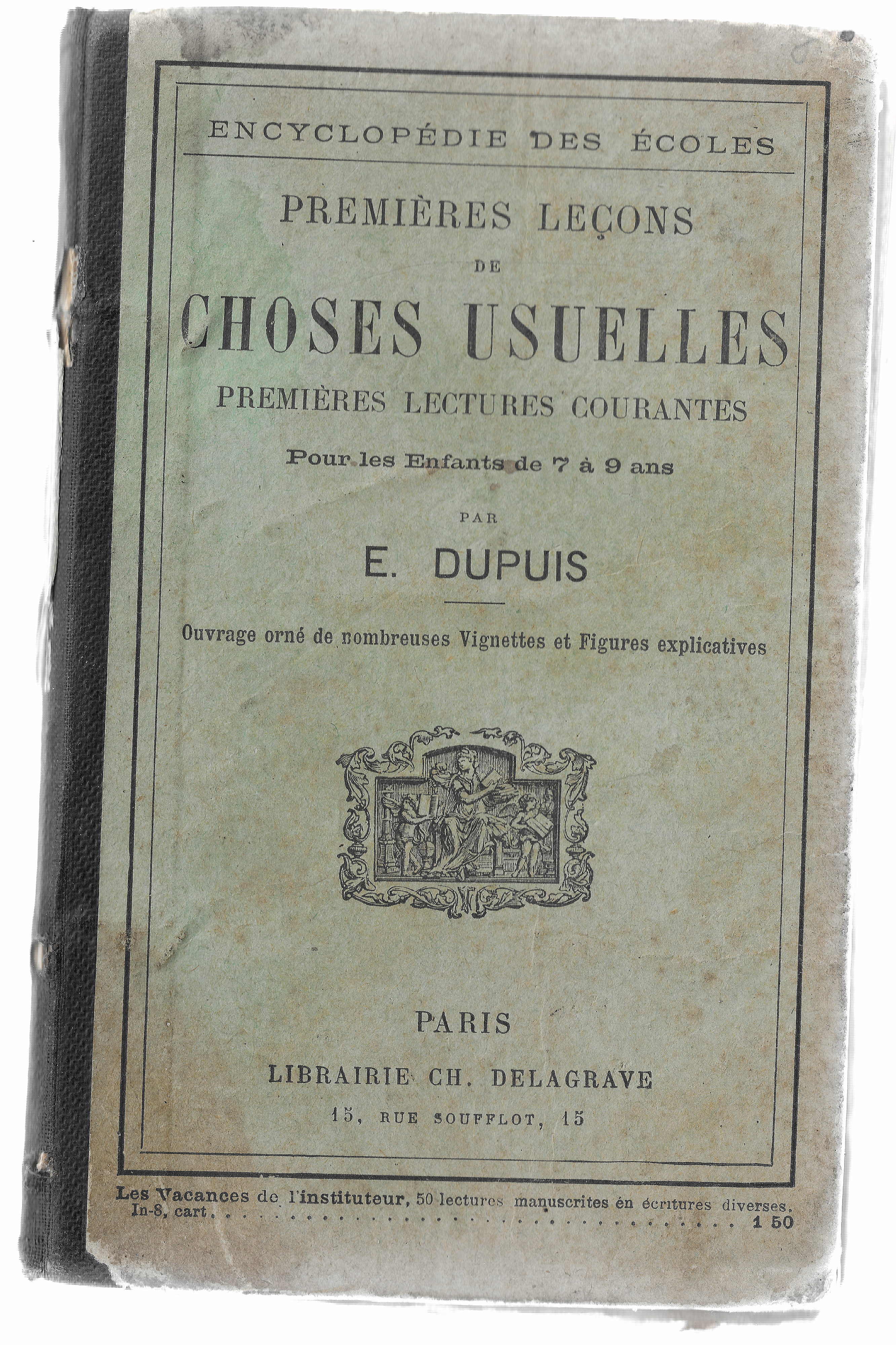
Couverture de Premières Leçons de choses usuelles (1898)

Dans son ouvrage, La France en zigzag (1882), elle met en œuvre une philosophie de l’éducation selon laquelle le hasard, les émotions et les expériences personnelles sont importants, en opposition au systémisme scolaire.

## Traductions
Eudoxie Dupuis a traduit en français et adapté Little Lord Fauntleroy de Frances Hodgson Burnett, sous le titre de Le Petit Lord (1888).

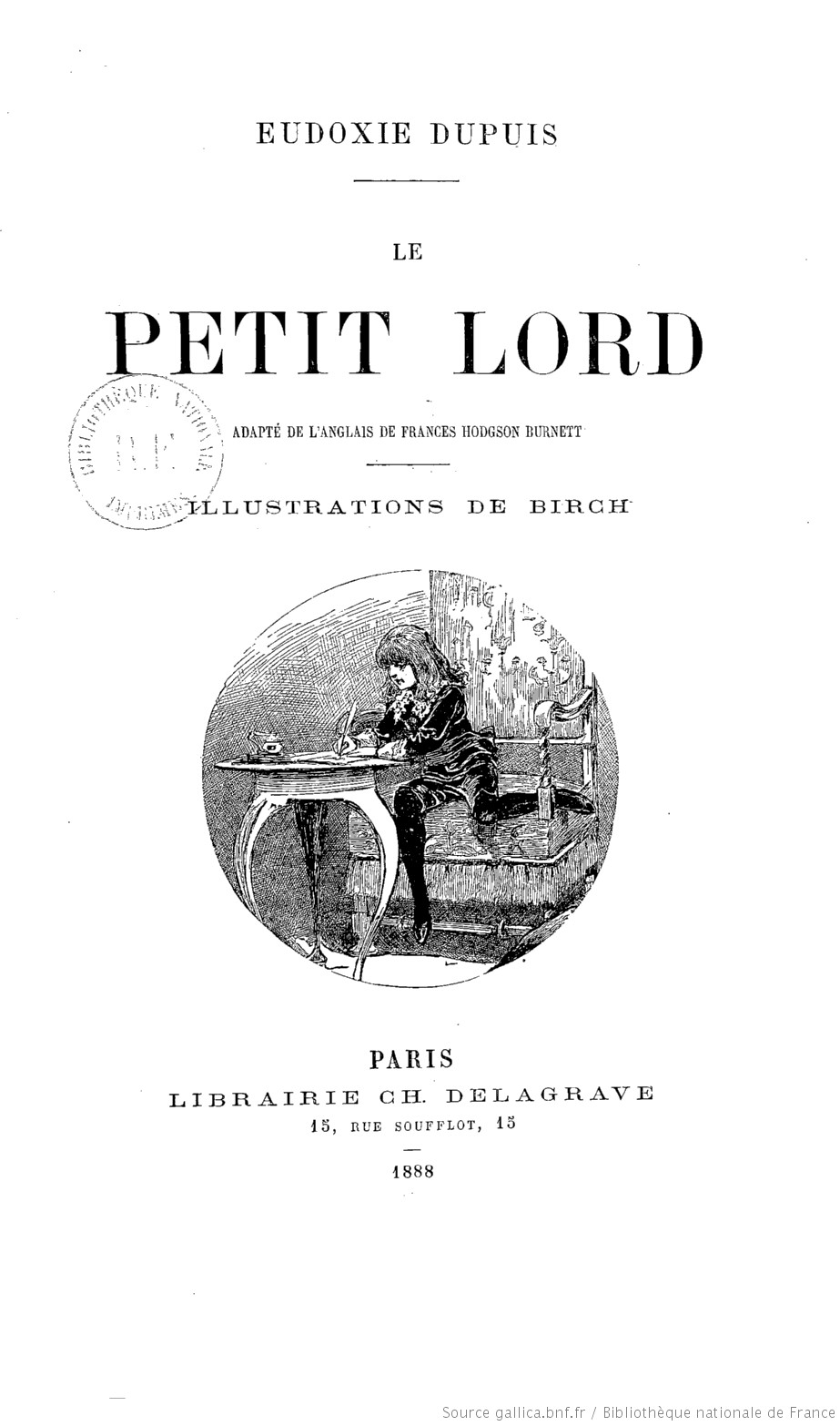
Couverture du Petit lord (1888)